# 연화사 신중도
연화사 신중도(蓮花寺 神衆圖)는 서울특별시 동대문구 연화사에 있는 조선시대의 신중도이다. 2013년 3월 7일 서울특별시의 유형문화재 제345호로 지정되었다.

## 개요
제석·범천을 위시하여 위태천 무리와 권속들로 이루어진 신중도로 서 帝釋梵天天龍圖 도상을 보인다.
- 화면 상단 좌우측에 대칭으로 배치된 제석천과 범천은 둥근 모양 의 머리 광배에 장방형 몸 광배를 구비하고 보관을 쓴 채 두 손으로 꽃가지를 받쳐 들고 있다.
- 하단에는 두광과 신광을 갖춘 중앙부의 위태천을 중심으로 劍 등으로 무장한 天部 八部衆 무리가 자리하고 있으며, 중단과 제석범천 주위로는 일월대신 등 천신들과 幡과 傘蓋를 받쳐 들고 시중을 들거나 악기를 연주하는 天童·天女 무리가 그려져 있다.
- 다홍 계통의 적색과 하엽계열의 녹색, 하늘색 계열의 청색이 사용됨으로써 화면이 비교적 안정되었으며, 金箔을 채용하고 의복 주름처리에 바림법을 사용하여 19세기 중엽 이후 화풍 흐름을 잘 보여준다.
- 대한광무 5년인 1901년 수화원 漢峰應作을 위시하여 德月應□,大恩頓喜, 啓恩奉法, 寶山福珠, 普庵亘法, 錦雲正基, 漢谷頓法, 漢溟漢□, 淸庵雲照, 在謙, 斗三, 昌旿 등 12명의 화승들이 동참하여 조성하였다.
- 동참 화승들 가운데 奉法, 亘法, 頓法, 斗三, 昌旿 등은 남양주흥국사를 중심으로 큰 활약상을 보였던 19~20세기 경기지역의 대표 화승 慶船堂 應釋과 교류를 가졌던 화승들로서 주목된다.
- 구도, 형태, 필선, 채색 등이 깔끔하게 처리되었으며, 특히 세부묘사가 정교하다.

## 참고 문헌
- 연화사 신중도 - 국가유산청 국가유산포털